# Bordurien
Bordurien er et fiktivt land i Tintin-serien, der styres af Plekszy-Gladz, en Marskal som også er fungerende som en slags diktator, eller anden form for regent. Bordurien er Hergés andet fiktive land, Syldaviens, værste fjende. Hovedstaden skulle angiveligt være Szohôd.
Personer fra Bordurien
- Statsoverhovedet Plekszy-Gladz, (Kûrvi-Tasch på engelsk). Marskal og regent af Bordurien. Han optræder aldrig selv, men en statue og portrætter ses ofte med ham på. Han er inspireret af diktatorerne, Adolf Hitler og Joseph Stalin. Hans navn er på Fransk såvel som Dansk, en joke af ordet Plexiglas. 
- Oberst Sponz, politichef i Borduriens hemmelige politi, dog afsat da Tintin og Haddock fik reddet Professor Tournesol ud af landet. 
- Boris, en spion der er med i kidnapningen af Professor Tournesol.
| Taleboble | Spire Denne tegneserieartikel er en spire som bør udbygges. Du er velkommen til at hjælpe Wikipedia ved at udvide den. |